# Jules-Claude Ziegler
Jules-Claude Ziegler, född den 16 mars 1804 i Langres, död den 22 december 1856 i Paris, var en fransk målare.